# St Mary Extra
St Mary Extra var en civil parish fram till 1903 då den blev en del av Itchen, i grevskapet Hampshire, i England. Civil parish hade 7 820 invånare år 1901.